# Hollandse Meesters in de 21e eeuw
Hollandse Meesters in de 21e eeuw is een reeks filmportretten van vijftien minuten van Nederlandse kunstenaars in hun werkomgeving, telkens gemaakt door gerenommeerde filmmakers. De productie en eindredactie is, namens de Stichting Hollandse Meesters, in handen van René Mendel en Michiel van Nieuwkerk.
De eerste reeks van twintig films kwam gereed in 2011, in 2016 werd het honderdste portret gepresenteerd.
De reeks kwam tot stand met steun van het (voormalige) Mediafonds en het Mondriaan Fonds.